# Sweet Dreams (Band)
Sweet Dreams war eine kurzlebige britische Popgruppe, bestehend aus den jugendlichen Sängern Bobby McVay, Carrie Gray und Helen Kray.

## Werdegang
Als deutliche Gewinner des britischen Vorentscheids durfte die Gruppe beim Eurovision Song Contest 1983 in München an den Start gehen. Mit dem Popsong I’m Never Giving Up kam das Trio auf den sechsten Platz. Die Single ging in den UK-Charts auf Platz 21 und in den irischen Charts auf Platz 25.
Nach einer weiteren, wenig erfolgreichen Single löste sich die Gruppe auf.